# Jacob Taarnhøj
Jacob Gottlieb Taarnhøj (født 3. november 1983 i Odense) er en dansk Stand-up komiker og desuden foredragsholder.
Taarnhøj debuterede i 2012, hvor han vandt comedy-konkurrencen De Nyeste Nye. Herefter har han været en af de drivende kræfter bag stand-up-scenen vest for Storebælt,[kilde mangler] hvor han bl.a. var formand for Stand-up Comedy, Aarhus.
I 2013 optrådte han som en af "De Nye Håb/Æslerne" ved Zulu Comedy Galla 2013.
I 2017 vandt han "Årets Talent"-pris ved Zulu Comedy Galla, 2017 og han sluttede på en 2. plads ved DM i stand-up-comedy lige efter Melvin Kakooza.
I 2018 udgav han sit første One-man show Comedy Special, som blev optaget på Comedy Zoo i København, hvor han gav to udsolgte shows.
I 2019 var Taarnhøj med i anden sæson af Stormester på TV 2, hvor han for alvor gik viralt med hittet "Toscana Dromedar" fra showets julespecial. Taarnhøj skal igen deltage i Stormester når TV2 samler de bedste og værste til en ny sæson af programmet.
Derudover har Taarnhøj også optrådt ved ved bl.a. Comedy Aid, Grin Til Gavn samt medvirket i diverse Podcast i samarbejde med bl.a. Brian Mørk, Anders Fjelsted og Torben Sangild.
I 2021-22 gennemførte Taarnhøj sin første store Danmarksturné med showet Krøllehjern'..
Nu aktuel med det landsdækkende show Taarnhøj Standard i 2024